# Scythris alceella
Scythris alceella – gatunek motyli z podrzędu Glossata i rodziny Scythrididae.
Gatunek ten opisany został w 2002 roku przez Jariego Junnilainena.
Motyl o brunatnoszarym ciele z białawymi łuskami wokół oczu oraz na szyi i haustellum. Skrzydła i strzępiny brunatnoszare; tylne ciemniejsze. Rozpiętość przednich skrzydeł wynosi od 8,5 do 9,5 mm. Narządy rozrodcze samców odznaczają się walwami przypominającymi kształtem poroże, a samic obecnością U-kształtnej w widoku bocznym przetchlinki.
Owad znany wyłącznie z lokalizacji typowej: piaszczystych kseroterm w okolicy Mustafapasy w Turcji.